# Kreisobrist
Der Kreisobrist war ein Amt in den Reichskreisen des Heiligen Römischen Reichs in der Frühen Neuzeit.
Nach der Kreisordnung von 1522 sollte jeder Kreis einen Hauptmann ernennen und dem Kaiser anzeigen. Dieser sollte jedoch nicht in erster Linie militärischer Vorgesetzter der Kreistruppen sein, sondern alle in dieser Kreisordnung genannten Aufgaben der Kreise vollziehen. Im Augsburger Reformwerk vom 25. September 1555 wurden seine Aufgaben nun mit dem Titel Kreisobrist erneut festgelegt.

## Aufgaben
Die wichtigsten Aufgaben des Kreisobristen waren
- die Aufsicht über den Landfrieden innerhalb des Kreises,
- die Vollstreckung des Religionsfriedens,
- die Vollstreckung reichsgerichtlicher Urteile,
- Verwaltungsaufgaben im Hinblick auf Reichswährung und Reichspolizeiwesen,
- die Zwangsvollstreckung (Exekution) gegenüber säumigen Kreismitgliedern,
- die vom Kreis aufgetragene Leitung der Kreisgeschäfte zwischen den Kreistagen,
- die Musterung der Kreistruppen und die Aufsicht über deren Ausrüstung und Versorgung.

Wurde in den Kreisen tatsächlich ein Kreishauptmann oder Kreisobrist ernannt, wurde das Amt zumeist dem vornehmsten (d. h. ranghöchsten) weltlichen Stand des Kreises zur Besetzung übertragen.